# General Felipe Ángeles (kommun)
General Felipe Ángeles är en kommun i Mexiko.   Den ligger i delstaten Puebla, i den sydöstra delen av landet, 160 km öster om huvudstaden Mexico City. Antalet invånare är 19 040. Arean är 74 kvadratkilometer.
Terrängen i General Felipe Ángeles är platt åt sydväst, men åt nordost är den kuperad.
Följande samhällen finns i General Felipe Ángeles:
- San Antonio Portezuelo
- San Pablo de las Tunas
- Candelaria Portezuelo
- San José Buenavista
- San Pedro Candelaria